# Teewurst

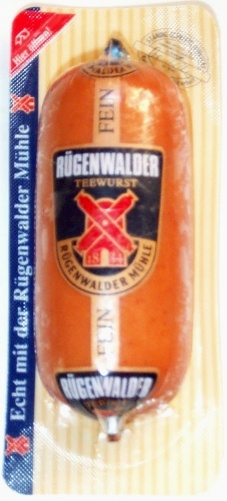
Rügenwalder Teewurst

Teewurst é uma salsicha alemã feita a partir de duas partes de carne de porco (e, às vezes, carne bovina) e uma parte de bacon; misturadas, essas partes são picadas, temperadas e embaladas em invólucros (principalmente artificiais) antes de ser defumado sobre uma fogueira feita com lenha de faia. A linguiça, em seguida, tem de maturar de sete a dez dias, a fim de desenvolver o seu sabor típico. A teewurst contém de 30 a 40% de gordura, o que a torna particularmente fácil de espalhar.

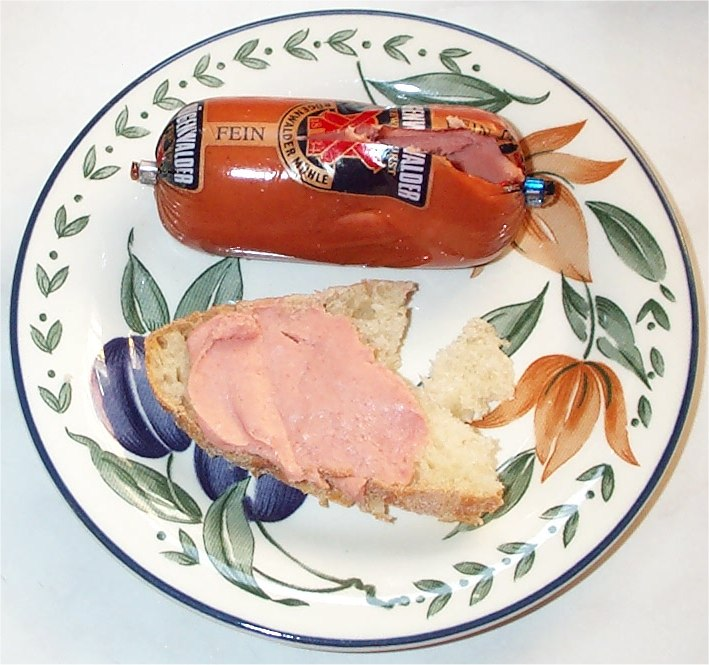
Rügenwalder Teewurst

A Teewurst foi inventada na Pomerânia, provavelmente na pequena cidade báltica de Rügenwalde (atual Darłowo, naPolônia), em meados do século XIX. O nome, cujo significado é, linguiça de chá, é dito que deriva do hábito de ser servido em sanduíches à hora do chá.
Até 1945, a indústria de defumados em Rügenwalde já estava estabelecida, sendo a Teewurst seu produto melhor conhecido. Em 1927 o termo Rügenwalder Teewurst  foi designado Produto de Origem Protegida. Após a Segunda Guerra Mundial, os fabricantes de embutidos de Rügenwalde fugiram ou foram expulsos para a República Federal da Alemanha (Alemanha Ocidental), onde estabeleceram novas empresas e retomaram a produção da Teewurst, posteriormente estabelecendo uma associação de fabricantes oriundos da antiga Rügenwald, que registraram a marca Rügenwalder Teewurst em 1957. A Teewurst também foi fabricada na República Democrática Alemã (Alemanha Oriental), mas a marca Rügenwalder Teewurst nunca foi usada nesse país durante a sua existência. Atualmente, somente empresas que tiveram sede em Rügenwalde têm autorização para usar a marca Rügenwalder Teewurst. As demais usam os termos Teewurst ou Rügenwalde-style Teewurst.